# لازلو توث
لازلو توث (ولد في 1 يوليو 1938) هو عالم جيولوجي أسترالي من أصل مجري. اكتسب شهرة عالمية عندما خرَّب تمثال بييتا لمايكل أنجلو في 21 مايو 1972. ولم تُوجه اتهامات جنائية إليه بعد الحادث، لكنه أمضى عامين في مستشفى في إيطاليا. وبعد إطلاق سراحه، تم ترحيله على الفور إلى أستراليا.
في 21 مايو 1972، وفي عمر 33 عامًا (عمر يسوع التقليدي عند وفاته) في عيد العنصرة، هاجم توث، وهو يحمل مطرقة جيولوجية ويصرخ، "أنا يسوع المسيح - القائم من بين الأموات"، تمثال بييتا لمايكل أنجلو في كنيسة القديس بطرس، مدينة الفاتيكان. بخمس عشرة ضربة، أزال ذراع ماري من الكوع، وأسقط جزءًا من أنفها، وكسر أحد جفونها. تعرض للضرب من قبل المارة، بما في ذلك النحات الأمريكي بوب كاسيلي. وبعد إلقاء القبض عليه، كرر توت ادعائه بأنه المسيح وقال إن الله أجبره على تدمير التمثال لأن المسيح، كونه أبديًا، لا يمكن أن تكون له أم. ونظرا لعدم استقراره العقلي الواضح، لم توجه إلى توث أي تهمة بالجريمة. في 29 يناير 1973، أودع في مستشفى للأمراض النفسية في إيطاليا. وأُطلق سراحه في 9 فبراير 1975 ورُحِّلَه على الفور إلى أستراليا حيث لم تعتقله السلطات.